# Sillago maculata
Sillago maculata är en fiskart som beskrevs av Jean René Constant Quoy och Joseph Paul Gaimard 1824. Sillago maculata ingår i släktet Sillago och familjen Sillaginidae. Inga underarter finns listade i Catalogue of Life.